# Eric Jacob Romberg
Eric Jacob Romberg, född 3 februari 1810 i Tjärby socken, Hallands län, död 17 juli 1895 i Trulstorp utanför Laholm, var en svensk bonde, träsnidare och allmogemålare.
Han var son till gästgivaren Nils Romberg och Beata-Kajsa Salmenius samt från 1835 gift med Elna Jacobsdotter. Romberg härstammade från en västgötsk handelsmannasläkt men blev själv en framgångsrik jordbrukare i Trulstorp. Han överlät sin gård 1868 till en son för att därefter enbart ägna sig åt sin konstnärliga begåvning. Han blev framför allt känd för sina målade minnestavlor över bröllop, födelsedagar och dödsfall som han utförde i akvarell. Han anses vara den konstnär som populariserade denna form av folkkonst i Höks härad och södra Halland. Många av hans arbeten finns bevarade vid olika skånska och halländska museer. Hans konst är inte hämtad från någon äldre tradition eller andra utövande konstnärer utan han anammade ett 1800-talsmode och intryck från samtida illustrationer som han överförde till sina målningar. 